# 495
Cette page concerne l'année 495  du calendrier julien. Pour l'année 495 av. J.-C., voir 495 av. J.-C. Pour le nombre 495, voir 495 (nombre).
L'année 495 est une année commune qui commence un dimanche.

## Événements
- 13 mars : concile de Rome. Les évêques d'Italie soutiennent le pape Gélase Ier contre la doctrine monophysite[1].
- Cerdic de Wessex et son fils Cynric débarquent à Cerdicesora, dans le Hampshire, avec cinq navires et battent les Bretons[2].
- Construction du temple de Shaolin par l'empereur de Chine Xiaowendi, en l'honneur d'un moine indien nommé Batuo[3].

## Naissances en 495
- Clodomir, roi des Francs, fils de Clovis et Clotilde.

## Décès en 495
- Saint Ké-Collédoc, ermite en Armorique.